# Молдавка (річка)
Молдавка (інші назви - Нетека, Деренюха) — річка в Україні, в межах Благовіщенського та Голованівського районів Кіровоградської області. Ліва притока Південного Бугу (басейн Чорного моря).

## Опис
Довжина річки 20 км, похил річки — 4 км/м, площа басейну — 205 км². Формується багатьма притоками та загатами.

## Розташування
Бере початок на північ від села Розношенське. Тече переважно на південний схід через села Роздол, Молдовку та Надеждівку і впадає до Південного Бугу у південній частині села Люшнювате.

## Цікаві факти
- У верхів'ї річку перетинає автошлях Т 2415[3] (автомобільний шлях територіального значення у Черкаській та Кіровоградській областях. Пролягає територією Звенигородського та Голованівського районів через Тальне — Кам'янече — Нерубайку — Голованівськ — Благовіщенське. Загальна довжина — 97,2 км.).
- У XX столітті на річці існували водокачка, птахо-тваринна ферма (ПТФ), газгольдери та декілька газових свердловин[2].